# Pycnogonum (Nulloviger) planum
Pycnogonum (Nulloviger) planum is een zeespin uit de familie Pycnogonidae. De soort behoort tot het geslacht Pycnogonum. Pycnogonum (Nulloviger) planum werd in 1954 voor het eerst wetenschappelijk beschreven door Stock. 